# Frosktjärnen (Offerdals socken, Jämtland)
Frosktjärnen är en sjö i Krokoms kommun i Jämtland och ingår i Indalsälvens huvudavrinningsområde.